# Выходи за меня замуж
«Выходи за меня замуж» (оригинальное название: Mujhse Shaadi Karogi, хинди मुझसे शादी करोगी, урду مجھ سے شادی کروگی‎) — кинофильм, снятый в Болливуде и вышедший в прокат в 2004 году.

## Сюжет
Самир (Салман Хан) с детства очень вспыльчив. Не умея сдерживать свой гнев, он создаёт себе проблемы на каждом шагу. Наконец, потеряв из-за своего характера любимую девушку, он решает измениться. Для этого он отправляется в приморский городок, где его никто не знает, и устраивается работать менеджером на пляже. Там он знакомится с красавицей Рани (Приянка Чопра) и влюбляется без памяти. Твёрдо решив держать себя в руках, что бы ни случилось, он пытается добиться её расположения. Однако обстоятельства всегда складываются не в его пользу. В результате целого ряда досадных недоразумений он вызывает неприязнь у родителей Рани. Попытки исправить положение оканчиваются неудачей. А виной всему новый сосед Самира по комнате — Санни (Акшай Кумар). Этот невесть откуда взявшийся авантюрист смешивает несчастному Самиру все карты и тоже открыто ухаживает за Рани, с лёгкостью добившись расположения её отца. Борясь с искушением рассправиться с соперником привычными методами, Самир не теряет надежды одержать победу.

## Награды
IIFA Awards
- Лучшая комическая роль — Акшай Кумар

Screen Weekly Awards
- Лучший художественный директор — Шармишта Рой

## Разное
- Это первый совместный фильм Салмана Хана и Акшая Кумара. В 2006 вышел второй фильм, в котором актёры исполнили главные роли — «Моя любимая»[значимость факта?].